# Gambrus rufithorax
Gambrus rufithorax là một loài tò vò trong họ Ichneumonidae.